# Hermetia ampulla
Hermetia ampulla är en tvåvingeart som beskrevs av James 1938. Hermetia ampulla ingår i släktet Hermetia och familjen vapenflugor. Inga underarter finns listade i Catalogue of Life.